# 자동차

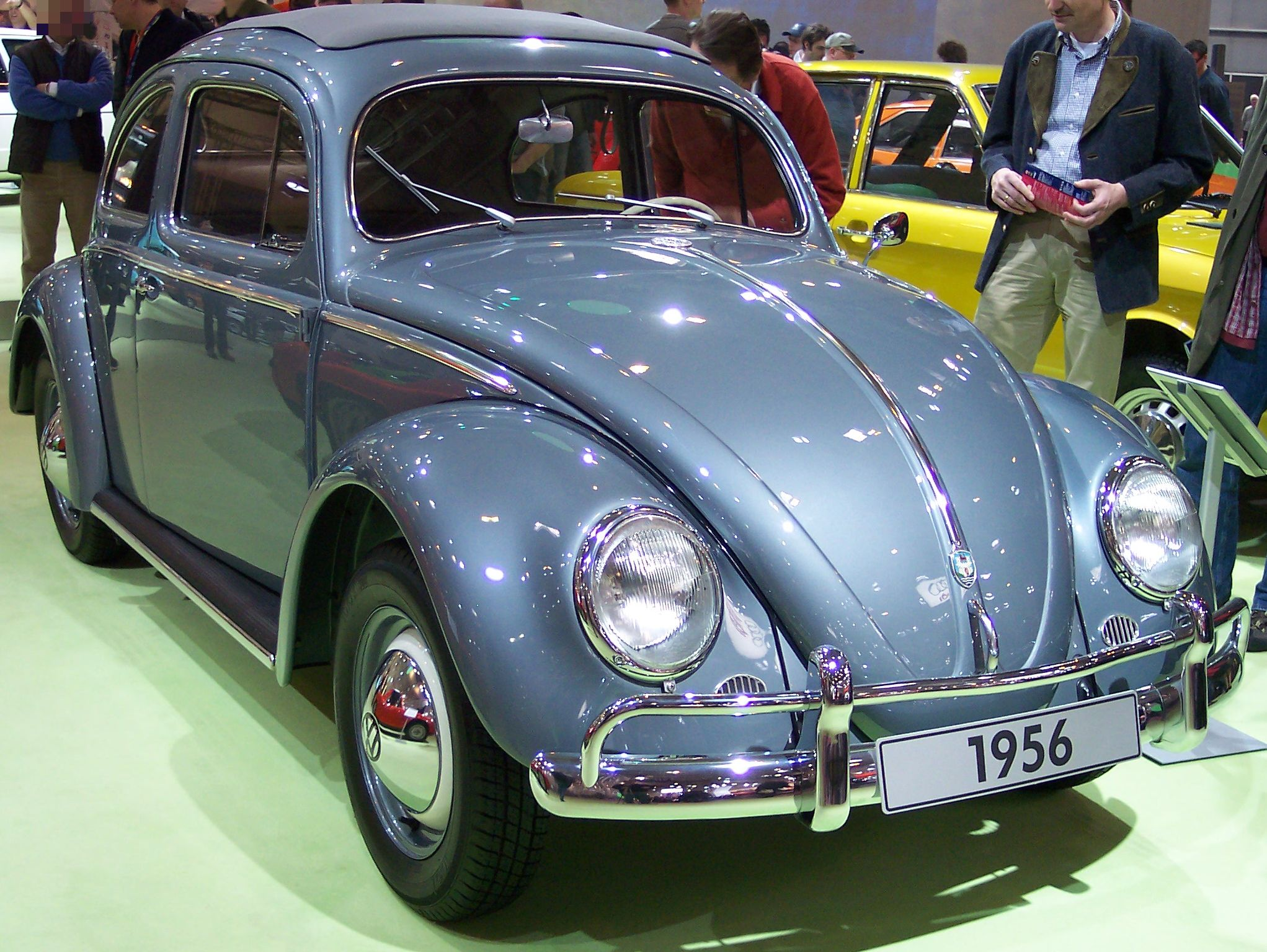
역사상 가장 인지도가 높은 자동차 모델 중 하나인 폭스바겐 비틀

자동차(自動車, 영어: car, automobile)는 엔진에서 만든 동력을 바퀴에 전달하여 지상에서 승객이나 화물을 운반하는 교통 수단이다. 
자동차를 뜻하는 영어 단어인 'Car'는 라틴어 'Carrus' 또는 'Carrum'에서 왔고, 미국 영어 단어인 'Automobile'은 그리스어 'Autos'와 라틴어 'Movere'에서 왔다. 즉, '스스로 움직인다'는 뜻을 가지고 있다. 대한민국에는 1911년에 대한제국의 황제 순종의 전용차와 조선총독부의 관용으로 처음 들어왔다.

## 역사

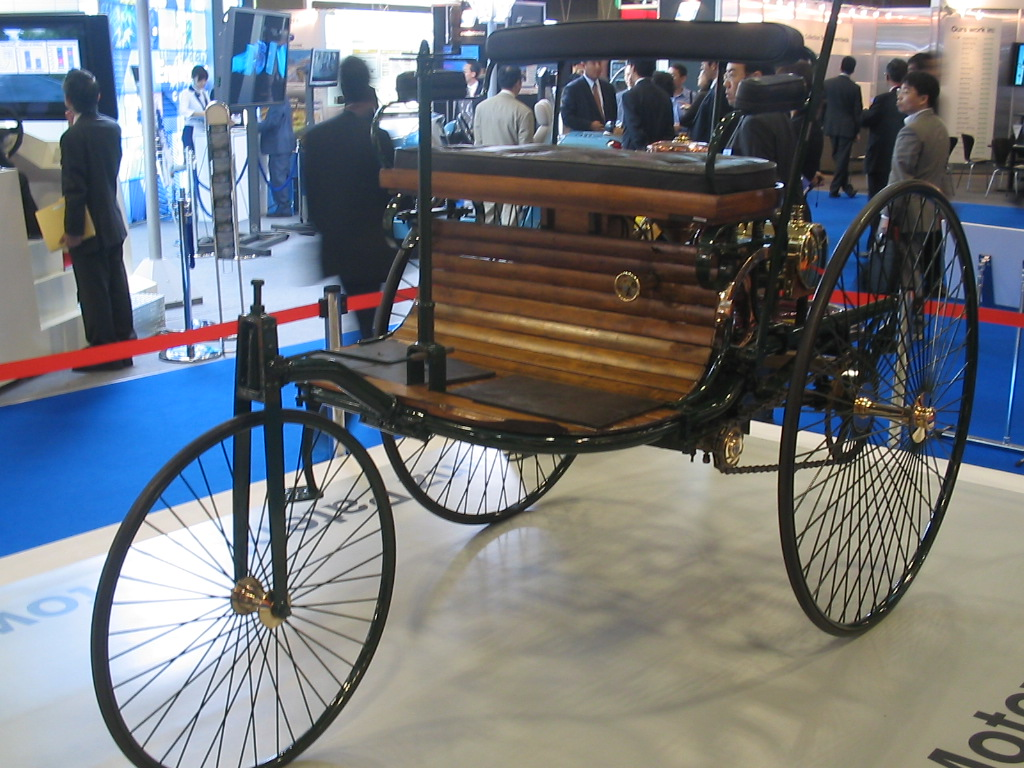
벤츠 아우토, 1886

### 베테랑기(1886년~1899년)
교통의 발전, 마차와 마부, 마차용 말의 사라짐, 산업혁명 이후 마차가 자동차로 변할 연구를 진행하였다. 그렇게 마차가 자동차로 변했다. 이제 마차를 자동차로 변하고 마부는 운전자, 말은 자동차 움직임 기계 (특히 모터), 마차의 바퀴는 타이어, 그리고 시종은 탑승객으로 변하여 마차도 모두 단종되었고, 자동차가 탄생했다. 1885년 최초로 내연자동차가 등장한 이래 1900년 초까지 자동차는 가내수공업으로 만들어졌다. 일명 ‘엔진 실은 마차’로 여겨졌다. 거기에 지붕을 덮고 문을 달았다. 근대적 형태의 자동차 형태를 갖추게 된 것이다. 그렇지만 당시의 자동차는 결정적인 기능적 결함이 있었다. 전진만 가능한 이동 수단이었다. 운전수와 함께 조수가 탑승해야 했다. 주차나 후진을 위해서 차를 밀어야 할 인력이 필요했기 때문이다. 이 문제는 1911년에 카레이서인 레이 하룬이 자동차에 후사경을 달면서 해결의 실마리를 찾게 됐다. 아내가 화장대 앞에서 뒷머리를 손질하는 데서 얻은 아이디어였다. 이것이 자동차의 차별화의 시작이라고 해도 과언이 아니다. 수많은 가내 수공업 자동차 메이커들이 거울을 부착한 자동차에 브랜드 가치를 부여하기 위해 엠블럼을 달기 시작했다. 이때까지만해도 자동차는 지주나 대상공인이 아니면 어느 누구도 가질 수 없는 귀중품이었다.

### 브래스기(1900년~1918년)

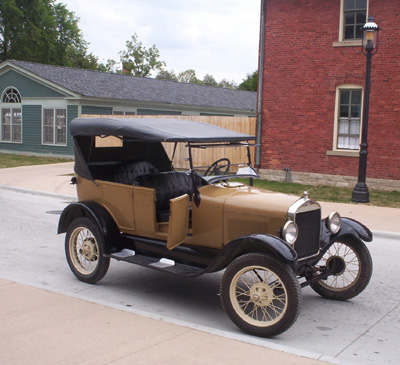
1927년식 포드 모델 T

1900년부터 1918년까지의 이어진 브레스기는 자동차 구조에 대한 기준이 정립되는 시기였다. 이시기의 미국에서 사용되는 자동차는 1880년대와 1890년대에 시도된 수많은 실험적 디자인과 대체 동력 시스템은 더 이상 시도되지 않았다. 당시에 정립된 표준화된 자동차 구조는 파나르 르바소의 시스템 파나르(프랑스어: Systeme Panhard)였다. 파나르 르바소는 시스템 파나르를 광범위하게 라이센스해 주었고, 비로소 표준화된 자동차가 제작되었다. 이 구조는 엔진을 자동차 앞부분에 위치시키고, 후륜구동 굴림 방식, 내연기관, 그리고 활동 기어를 탑재한 것이 특징이다. 전통적인 4륜 대형 마차 형태의 탈 것은 빠르게 사라져 갔고, 소형 무개 마차 역시 인기가 시들해졌다.
이 시기 동안, 수백 개의 작은 자동차 제작 회사가 등장해 경쟁하면서 자동차 기술 개발 역시 빠르게 진행되었다. 중요한 기술로는 1930년 로버트 보쉬(Robert Bosch)가 고안한 전기 점화, 1910년과 1911년 사이에 찰스 커터링(Charles Kettering)이 개발한 전기 자동 시동기가 있다. 그 외에도 독립현가식 장치, 4륜 브레이크 등도 이 시기에 개발되었다. 판상 스프링이 현가장치에 광범위하게 사용되었고, 프레임 재질은 나무에서 L형강으로 바뀌었다. 또 변속기와 연료 흡입 조절판을 적용해 다양한 속도로 주행할 수 있게 되었다. 하지만, 미리 결정된 고정 속도로 주행하는 자동차들이 이후에도 계속 제작되어 주요 기술이 되지는 못했다.
헨리 포드는 1913년 포드 자동차 생산 공정에 컨베이어 벨트를 도입했다. 고기 덩어리를 갈고리에 걸어 이동시키는 모습에서 착안했다. 포드는 다량생산된 제품 판매를 위해 자동차 할부 금융 시스템을 도입하면서 자동차의 대중화 즉, '마이카 시대’를 열었다.<
브래스기에 생산된 자동차들의 예를 보면 다음과 같다.
- 1908년 ~ 1927년 포드 모델 T - 브래스기와 빈티지기에 가장 많이 생산된 자동차. 모델 T는 유성 톱니바퀴식 변속기와 페달로 동작하는 제어 시스템이 장착되어 있다.
- 1910년 ~ 1920년 부가티 타입 13 - 진보적인 기술과 디자인을 가진 자동차 경주용 모델이다. 이후로 유사 모델인 타입 15, 17, 22, 23이 제작되었다.

### 빈티지기(1919년~1929년)
빈티지기(vintage era)는 1919년부터 1929년까지의 시기를 가리킨다. 이 시기 동안 제작된 자동차들은 엔진이 자동차 앞부분에 있고, 지붕을 가지고 있었으며 표준화된 제어 시스템으로 제작되었다. 내연기관 엔진의 개발도 빠른 속도로 진행되어 고급 차종에서는 다중 밸브와 오버헤드 캠 엔진이 채택되었다. 심지어 최고급 차종에는 V8, V12, V16 엔진들이 장착되기도 했다.
이 시기에 포드자동차와 경쟁사인 제너럴모터스는 제품의 다양화로 맞섰다. 모델의 차별화와 개성 창출을 추구한 것이다. 소비자의 부의 정도 또 그에 따른 취향과 기능의 정도에 따라 다양한 제품라인을 구성했다. 규모의 경제를 위해 수 많은 수공업 자동차 업체를 흡수한 것이 기반이 됐다. 1920년대 당시 최고가의 제품은 바로 캐딜락이었다. 가장 싼 쉐보레보다 6배나 가격 차이가 났다. 캐딜락이 명실상부한 최초의 ‘럭셔리 플래그십 세단’이 되었다.
빈티지기에 제작된 대표적인 자동차는 다음과 같다.
- 1922년 ~ 1939년 오스틴 7 — 오스틴 7은 전 세계 수많은 자동차 제조 회사들이 이 차의 틀을 라이선스 받아 여러 모델들을 제작했을 정도로 유명한 오스틴 자동차 회사의 자동차이다.
- 1924년 ~ 1929년 부가티 타입 35 - 타입 35는 전시대를 통틀어 가장 성공적인 경주용 자동차이다. 이 자동차는 5년 동안 여러 자동차 경주 대회에서 무려 1,000번 이상의 우승을 차지했다.
- 1927년 ~ 1931년 포드 모델 A - 포드 모델 T의 성공 후 포드 자동차 회사는 포드 모델 A를 발표함으로써 과거의 영광을 이어갈 수 있었다. 포드 모델 A는 4백만 대가 생산되면서 빈티지기 동안 가장 성공적인 모델이 되었다.
- 1930년 캐딜락 V-16 - 빈티지기에 만들어진 최고급 모델로 V16 엔진이 장착되었다. 이 모델은 부가티 르와이얄(Bugatti Royale)과 함께 전설적인 최고급 모델이 되었다.

### 전쟁 이전기(1930년~1946년)

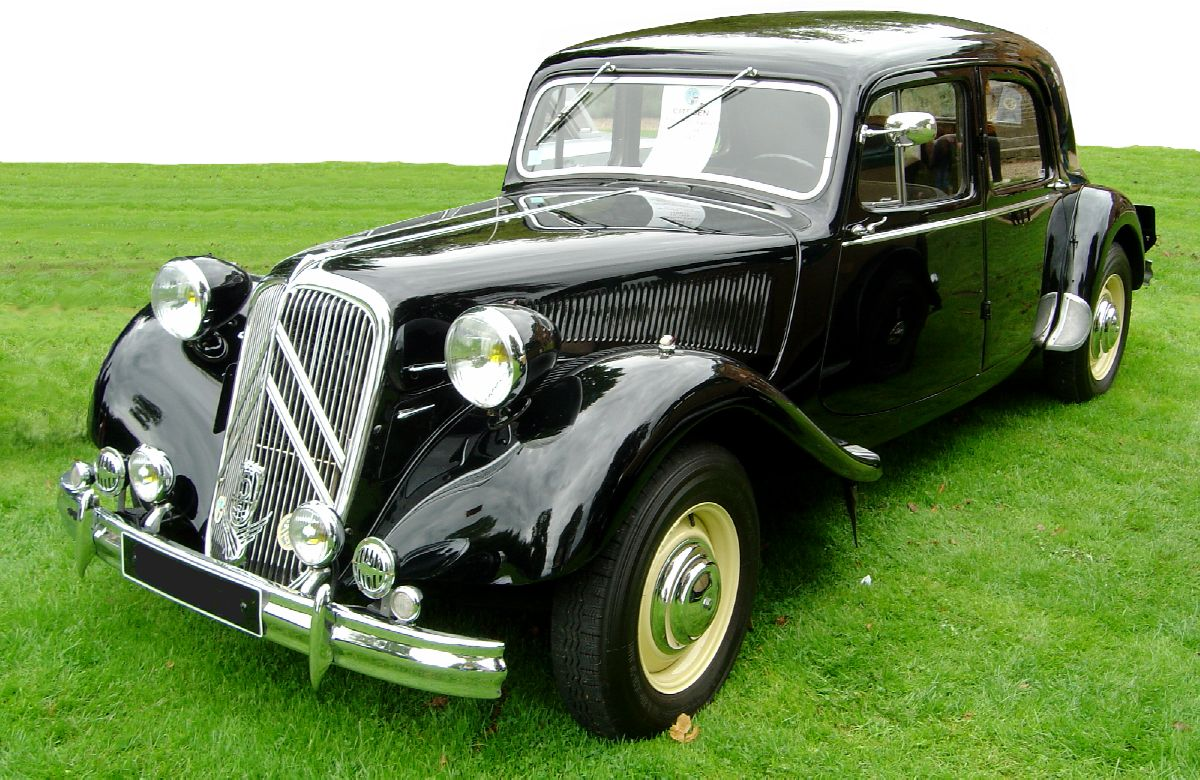
시트로엥 트락숑 아방

전쟁 이전기는 대공황이 일어난 이듬해 1930년에서 제2차 세계 대전의 복구시기인 1946년까지의 시기를 가리킨다. 이 시기에 제작된 자동차를 클래식 자동차라 부르는 경우도 있다.
1930년대까지 자동차에 사용되는 대부분의 기술이 발명되었다. 물론 최근까지도 계속 개선이 이루어지고 있다. 예를 들어, 전륜구동 굴림 방식은 이전에 고안되었지만 앙드레 시트로엥(프랑스어: André-Gustave Citroën)이 1934년 새롭게 고안해 시트로엥 트락숑 아방(Citroën Traction Avant)에 적용하기도 했다.
전쟁 이전기에는 대공황으로 인해 자동차 제조 회사의 수가 점차 감소추세에 있었고, 인수합병이 이루어지면서 자동차 산업이 성숙기에 접어드는 시기였다.
이 시기에 제작된 자동차들의 예는 다음과 같다.
- 1934년 ~ 1940년 부가티 타입 57 — 첨단 기술과 세련된 디자인 접목된 자동차이다.
- 1934년 ~ 1956년 시트로엥 트락숑 아방(프랑스어: Citroën Traction Avant) — 일체구조식 차체 기술과 전륜구동 방식으로 대량 생산된 최초의 자동차이다. 자동차 기술 역사에 있어 걸작으로 대표되는 자동차이다.
- 1936년 ~ 1955년 MG T 시리즈 - 스포츠 자동차로 유럽 자동차 경주 대회에 자주 출전했던 자동차이다. 전쟁 중에는 미군이 군용으로 이용하기도 했다.
- 1938년 ~ 2003년 폴크스바겐 비틀 — 자동차 역사상 가장 유명한 자동차 중 하나로 알려져 있다. 전쟁 이전기의 디자인을 가지고 있지만, 현대까지 계속 사용되고 있다.

### 전쟁 이후기(1946년~1974년)

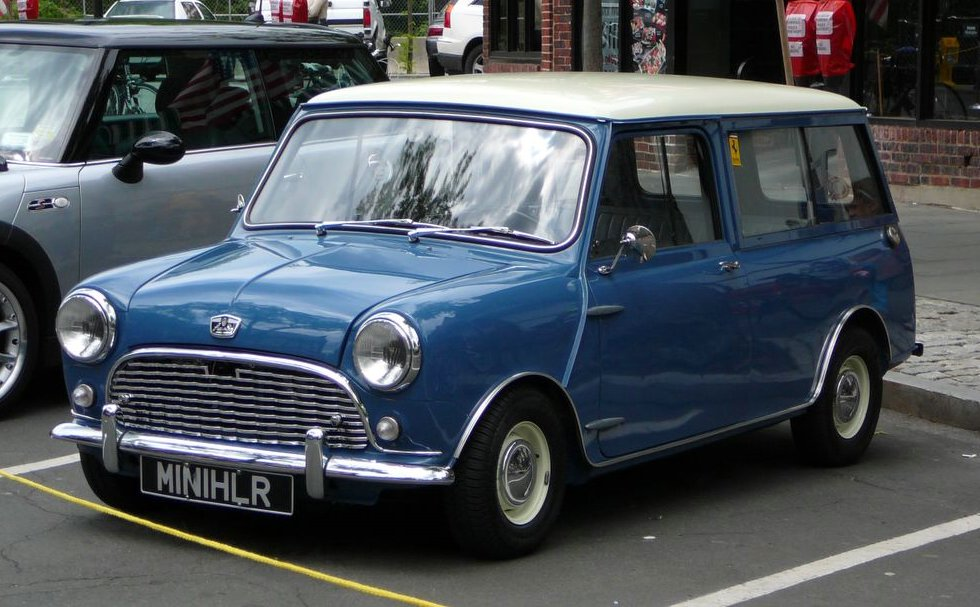
1957년식 미니 쿠퍼

1946년 제2차 세계 대전이 끝나자 새로운 자동차 디자인이 출현했다. 미국에서는 제너럴 모터스, 올즈모빌 그리고 캐딜락이 고압축 V8 엔진을 장착한 모델들을 선보였다. 영국에서는 1951년 맥퍼슨 스트럿을 장착한 포드 칸설(Ford Consul), 1948년 모리스 마이너(Morris Minor) 그리고 1949년 로버 P4(Rover P4)가 발표되었다. 이탈리아의 엔초 페라리는 250 시리즈를 제작하기 시작했고, 란차 역시 V6 엔진을 장착한 란차 오렐리아(Lancia Aurelia)를 발표했다.

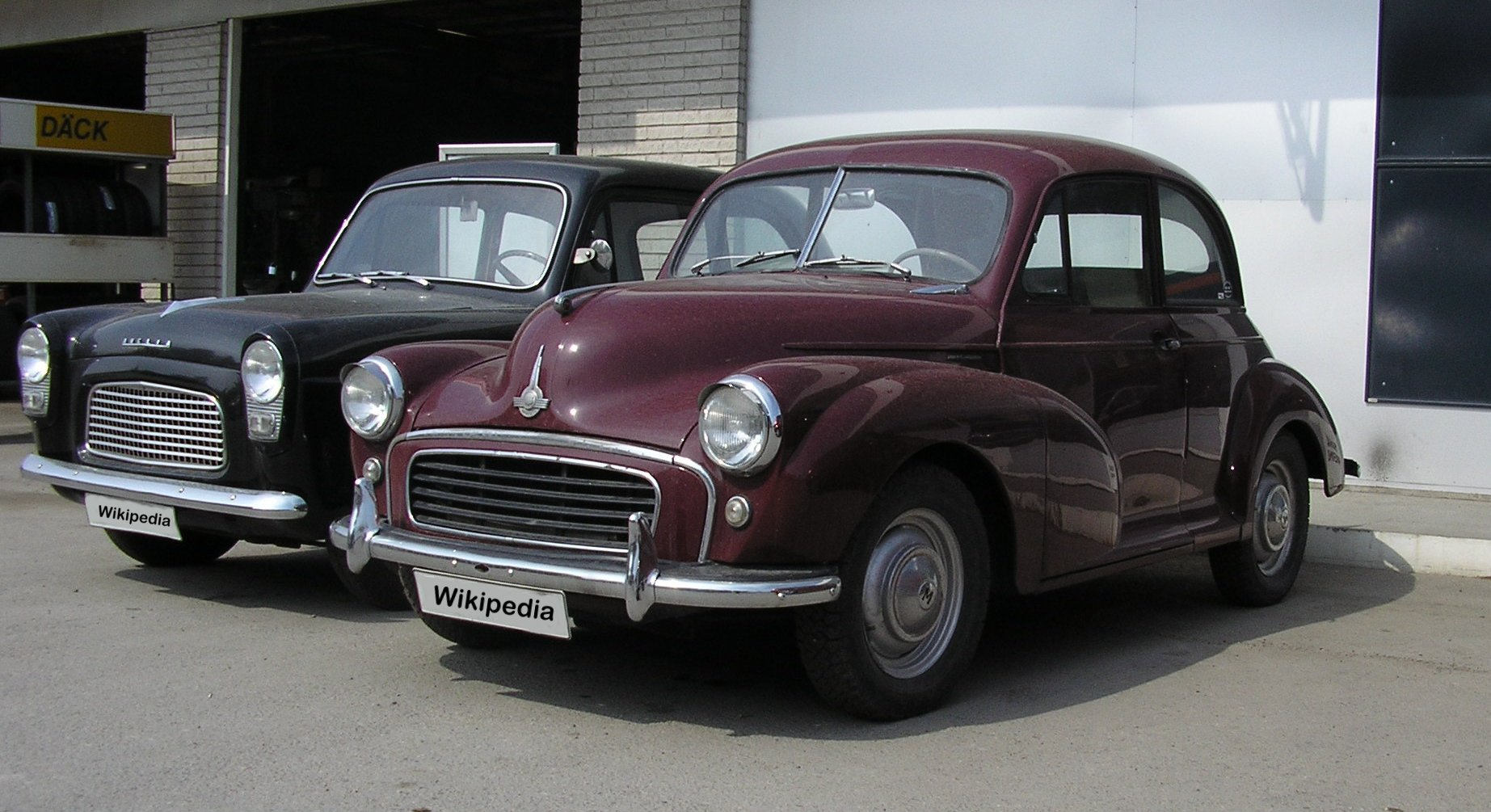
1955년식 모리스 마이너

1950년대에는 전 세계로 자동차가 보급되기 시작했다. 아울러 엔진의 힘과 주행 속도가 크게 증가하고, 자동차 외형도 점점 우아하게 바뀌어 갔다. 이 시기에는 소형자동차가 크게 유행했다. 알렉 이시고니스(Alec Issigonis)가 개발한 미니와 피아트 500이 유럽을 휩쓸었고, 일본에서는 경자동차가 보급되었다. 전설적인 폴크스바겐의 비틀은 히틀러가 만들어낸 독일의 국민차임에도 제2차 세계 대전에서 살아남아 미국 시장에서 돌풍을 일으키기도 했다. 캐딜락 엘도라도(Cadillac Eldorado)와 같은 최고급 자동차도 오랜 공백 기간을 거쳐 다시 출현했고, 페라리 아메리카와 같은 GT카가 유럽에서 인기를 끌었다.
1960년대 들어서는 자동차 시장에 변화가 생긴다. 유럽의 자동차 회사들이 여전히 고급 기술을 채택한 자동차를 생산하였고 일본이 6.25전쟁 특수 이후 경쟁력 있는 자동차 생산국으로 세계 무대에 나서게 되면서, 디트로이트는 외국의 경쟁업체들을 경계하기 시작했다. 제너럴 모터스, 크라이슬러, 그리고 포드 자동차 회사의 미국 자동차 회사들은 서둘러 소형 자동차를 만들었지만, 시장에서 거의 성공하지 못했다. 또 이 시기는 BMC와 같은 거대 기업이 시장 지배력을 강화하면서 해외 계열사를 통한 수입(캡티브 수입, captive imports)과 배지 엔지니어링 방식이 미국과 영국에 유행처럼 번진 시기였다. 궁극적으로 이러한 유행의 결과로 페라리, 마세라티, 그리고 란차와 같이 틈새시장을 공략하던 이탈리아의 자동차 회사들은 거대 기업에 흡수되고 만다.
한편, 1960년대의 미국에서는 포니카와 머슬카의 등장으로 자동차 성능이 큰 이슈가 되고 있었다. 1964년 머슬카인 포드 머스탱이 시장에서 큰 인기를 끌면서, 1960년대 초반에 가장 유명한 자동차 중 하나가 되었다. 1967년에는 쉐보레가 카마로(Camaro)를 내놓아 머스탱과 경쟁하기도 했고 계속해서 1968년에는 카마로 Z28을 출시했다. 1969년에는 포드 자동차 회사가 정상궤도에 올라서면서 머스탱 보스 302(Mustang Boss 302)와 머스탱 보스 429(Mustang Boss 429)를 발표했다. 그러나 승승장구하던 미국 자동차 업계는 1973년 석유 파동이 일어나면서 크게 약화되기 시작했다. 자동차 배기가스 배출 규제, 일본과 유럽으로부터의 자동차 수입 증가, 뒤처진 기술개발 등등이 그 원인이었다. 1970년대를 거치는 동안 유럽과 일본에서 수입된 BMW, 닛산, 토요타의 소형 자동차들은 미국과 이탈리아에서 생산된 큰 배기량의 자동차들보다도 더 좋은 성능을 발휘하면서, 미국 자동차 시장을 잠식해 나갔다.
일본은 미국 시장을 기반으로 1970년에 530만대 생산기록을 세우고, 1974년에는 268만대 수출로 세계 최대 수출국으로 부상하면서 미국, 유럽과 함께 세계 자동차 시장을 지배하는 3극화 체제를 형성하게 된다.
전쟁 이후기의 가장 큰 기술적 발전은 독립현가식 방식이 대중화되었고 다양한 연료분사 방식이 개발되었다는 데 있다. 또 이 시기에 자동차를 설계하는 데 있어서 점점 안전을 고려하기 시작했다. 1960년대 들어 가장 주목받은 기술은 NSU의 펠릭스 방켈(Felix Wankel)이 고안한 로터리 엔진과 가스 터빈, 그리고 터보차저였다.

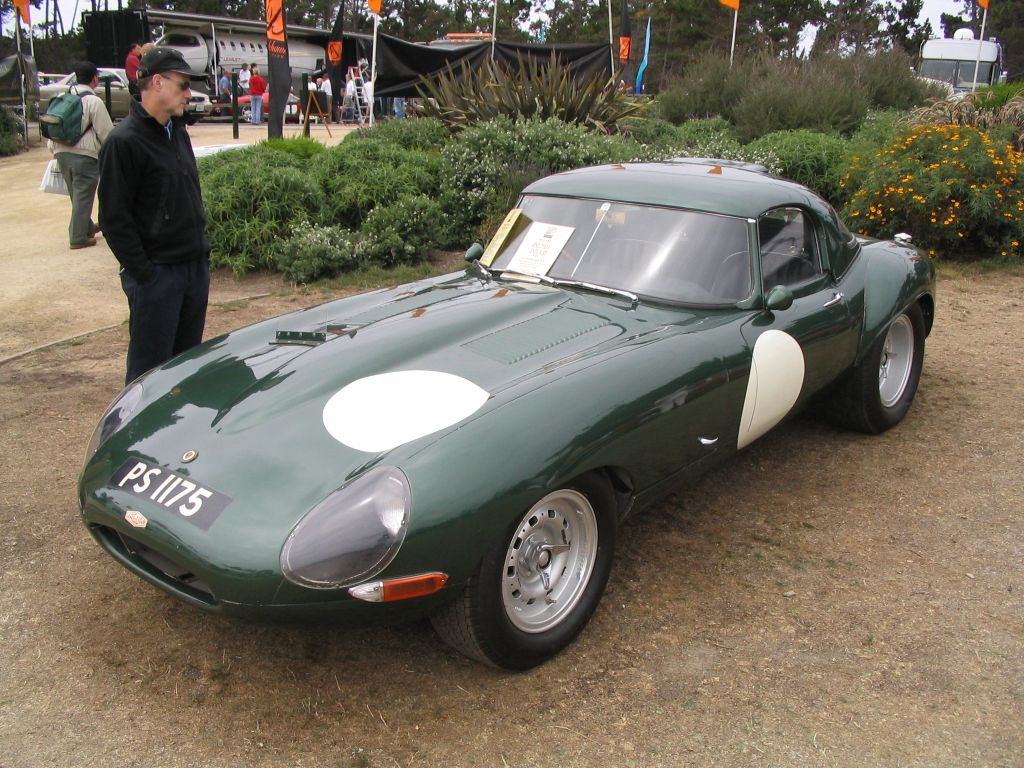
1963년식 재규어 E-타입

이 시기의 대표적인 자동차는 다음과 같다.
- 1948년 ~ 1971년 모리스 마이너(Morris Minor) – 전 세계로 보급된 대표적인 전쟁이후기의 자동차.
- 1949년 ~ 1968년 올즈모빌 88(Oldsmobile 88) - 고압축 V8 엔진이 장착된 모델로 대량생산되어 고성능 자동차인 머슬카 시대를 열었던 자동차이다.
- 1958년 ~ 1967년 쉐보레 임팔라(Chevrolet Impala) - 전쟁 이후기를 풍미했던 아름다운 자동차이다. 판매도 크게 이루어졌던 자동차이다.
- 1959년 ~ 2006년 미니(Mini) — 40년동안 소형차의 대명사가 이 모델이다. 전 시대를 거쳐 가장 유명한 자동차 중 하나가 되었다.
- 1961년 ~ 1975년 재규어 E-타입(Jaguar E-type) — 재규어 자동차를 구한 모델이다. 가격이 저렴하면서도 뛰어난 성능으로 인해 14년 동안 70,000대 이상이 팔렸다. 이로 인해 1960년대 스포츠 자동차의 대표적인 디자인이 되기도 했다.
- 1962년 ~ 1977년 BMC ADO16 — 영국에서 크게 인기를 끈 전륜구동 모델이다. 그러나 BMC의 과도한 배지 엔지니어링으로 인해 브랜드 가치를 떨어뜨리기도 했다.
- 1962년 ~ 1964년 페라리 250 GTO(Ferrari 250 GTO) — 최초의 슈퍼카이다. 이 모델은 1960년대 초반 각종 자동차 경주 대회를 휩쓸었다.
- 1964년 ~ 1970년 포드 머스탱 — 머슬카이면서 포니카의 시대를 연 대표적 자동차이다.
- 1969년 닷선 240Z(Datsun 240Z) — 일본 최초의 스포츠 자동차 중 하나로 미국에서 폭발적인 판매를 기록한 자동차이다. 저렴하면서도 잘 만들어진 이 모델로 인해 일본은 자동차 산업을 크게 발전시킬 수 있었다.

### 현대기(1975년~)

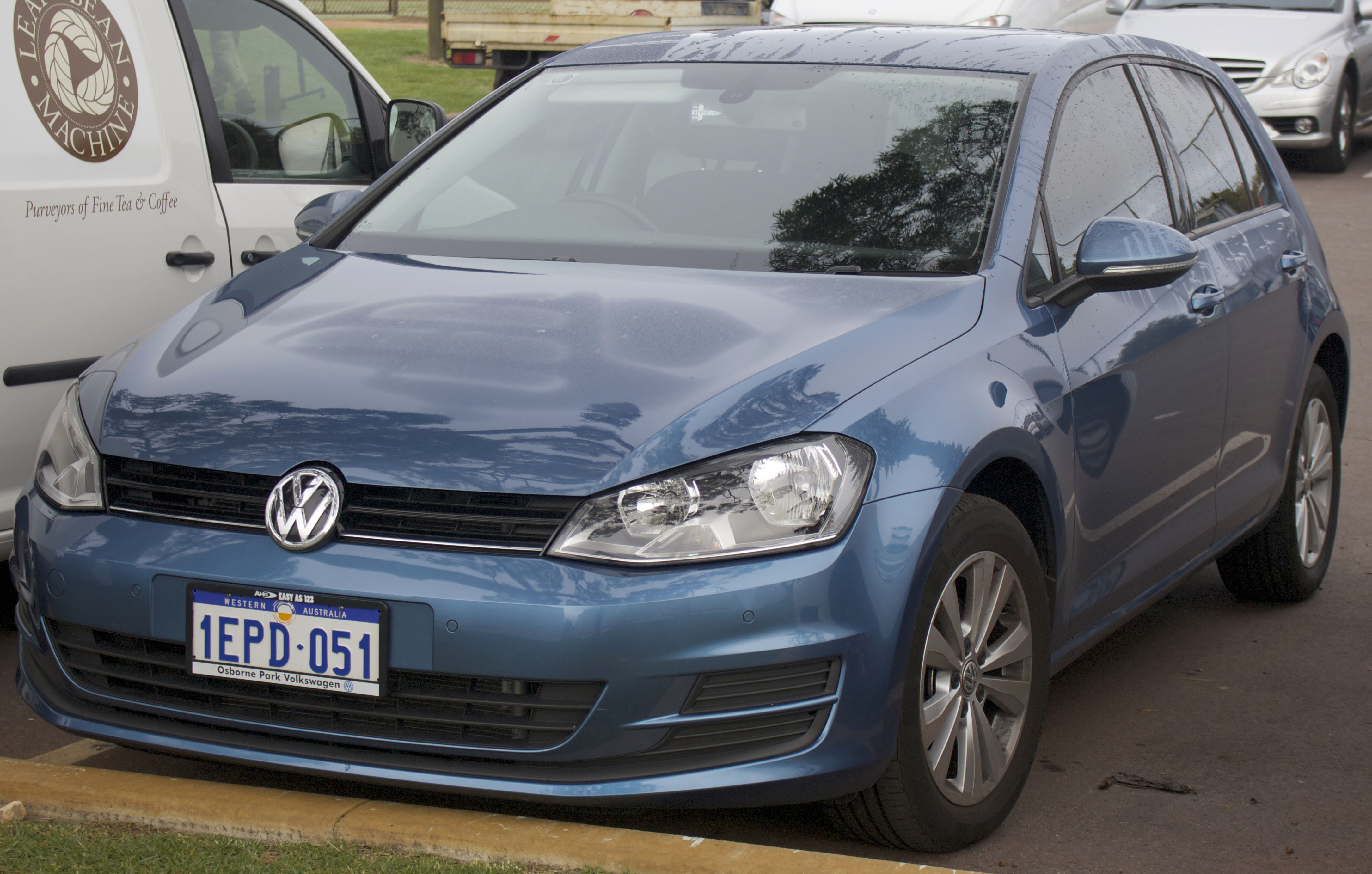
폭스바겐 골프

1974년 세계 자동차 보유대수가 3억대를 돌파 하면서 시작된 현대기는 1975년부터 현재까지를 가리킨다. 이 시기의 자동차들은 기술적으로나 디자인적으로나 과거의 자동차들과는 많은 차이를 가지고 있다. 미래의 자동차를 고려하지 않는다고 할 때 현대기는 표준화, 플랫폼 공유, 그리고 CAD를 이용한 설계가 그 특징이라 할 수 있다.
현대기에 있어서 몇 가지 주목할 만한 진보는 전륜구동과 4륜구동 굴림 방식, V6 엔진의 적용, 연료분사 방식의 광범위한 확산에 있다. 물론 이런 기술들은 이미 초기에 등장했었지만, 현대기에 들어서서야 일반적인 기술로 각광받게 되었다. 거의 모든 현대의 자동차들은 엔진을 가로로 설치하고 전륜구동 굴림 방식으로 주행한다.

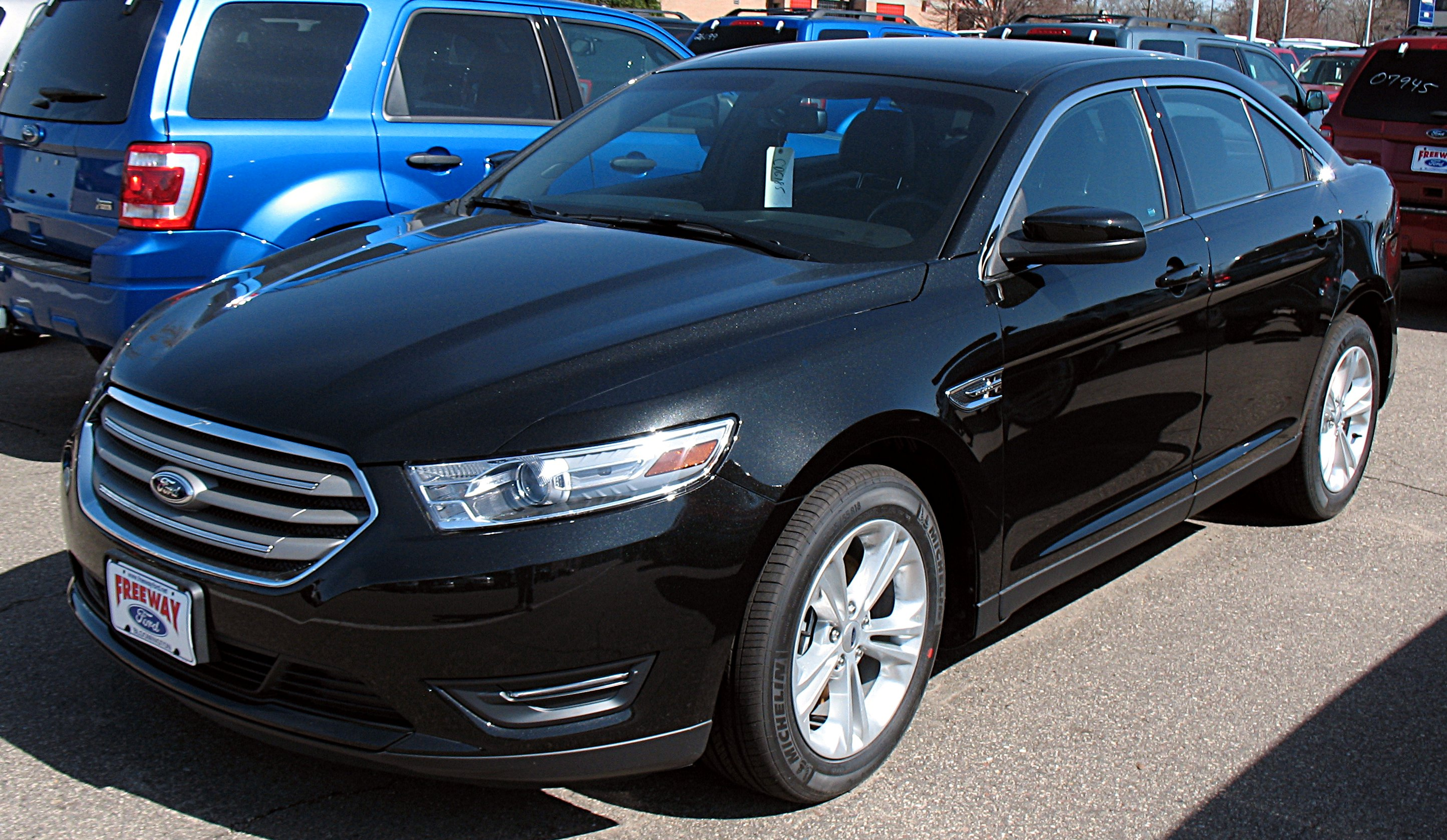
포드 토러스

기술적 특징에 비해 차체 형태는 현대기에 들어서 급격하게 변화했다. 최근의 자동차 외형은 해치백, 미니밴, 그리고 SUV가 주를 이루고 있으나 실용성을 강조하는 추세로 인해 점점 고성능의 크로스오버 SUV와 스포츠 웨건이 강세를 띠고 있다. 미국 시장에서 픽업 트럭이 각광을 받고 SUV가 전 세계적으로 인기를 끌고 있다.
폭스바겐 파사트도 유명한 현대기의 자동차이다.
현대기의 또 다른 특징은 연비와 엔진 출력이 크게 증가했다는 데 있다. 1970년대 자동차 연비에 대한 소비자들의 불만족으로 인해 컴퓨터화된 제어 시스템이 도입되면서, 엔진 출력이 급격히 향상되었다. 1980년대에는 강력한 스포츠 자동차들만이 200마력(150kW)의 엔진 출력을 가졌지만, 20년 후에는 거의 모든 일반 승용차들이 그 정도 엔진출력을 가지게 되었다.
또한 배기 가스에 대한 문제도 심각하게 떠올라 환경 자동차도 개발되고 있다.
현대기의 대표적인 모델은 다음과 같다.

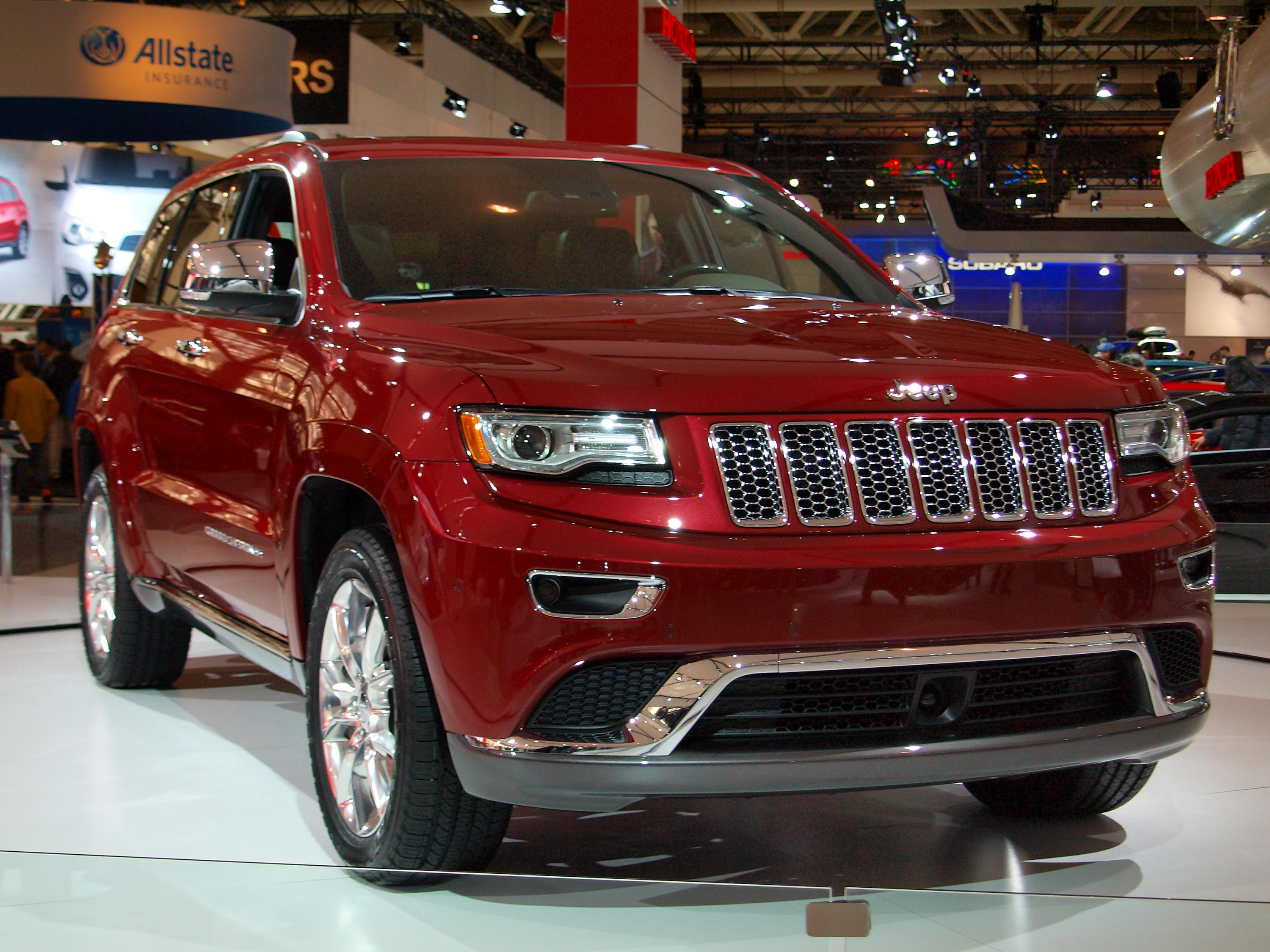
지프 그랜드 체로키

- 1974년 ~ 현재 폴크스바겐 골프(VW Golf) — 폴크스바겐의 대표적인 해치백 소형차이다. 직렬 4기통 엔진에 5명의 태울 수 있다.
- 1975년 ~ 1976년 캐딜락 시리즈 70(Cadillac Fleetwood Seventy-Five) — 현대기 처음에 생산된 가장 큰 자동차 중 하나이다. 크고 비효율적인 엔진을 가진 이 모델은 1970년대 중반 미국 자동차 산업의 문제를 보여준 대표적인 모델이 되고 말았다.
- 1976년 ~ 현재 혼다 어코드(Honda Accord sedan) — 1990년대 미국에서 포드 토러스를 밀어내고 가장 유명해진 자동차이다. 이 모델을 계기로 아시아 자동차 제조업체들이 고급 세단 시장에 진입하는 계기가 되었다.
- 1983년 ~ 현재 크라이슬러 미니밴(Chrysler minivans) — 2-박스 미니밴으로 스테이션 웨건을 시장에서 밀어내는 데 일조를 한 모델이다. 이 모델을 계기로 오늘날의 크로스오버 SUV가 등장하기 시작했다.
- 1986년 ~ 현재 포드 토러스(Ford Taurus) — 1980년대 후반에 미국 시장에서 인기를 끌었던 전륜구동 세단이다. 이 모델은 CAD로 설계되어 주목을 받기도 했다.
- 1992년 ~ 현재 지프 그랜드 체로키(Jeep Grand Cherokee) — 4륜구동의 전형적인 고급 SUV 모델이다. 이 모델은 크게 비싼 가격이 아님에도 V8 엔진과 고급 인테리어를 갖춰 인기를 끌었다.

## 사각지대
자동차는 운전석에 앉아 있는 운전자의 눈에 보이지 않는 사각지대가 존재하고 있기 때문이다. 자동차의 사각지대는 크게 네 가지로 나뉘는데 자동차의 총 네 가지의 사각지대는 필러 사각지대, 사이드 미러 사각지대, 전방 사각지대, 후방 사각지대로 나뉜다. 특히 큰 차의 경우는 운전자의 눈에 보이지 않는 곳이 커지고 넓어지지만 키가 작은 어린이의 경우는 절대로 자동차의 앞뒤나 밑에서 놀지 말아야 한다.

## 자동차의 분류
자동차 분류는 다소 주관적인 주제이다. 자동차는 일반적으로는 자동차 크기와 용도, 외형, 엔진 배기량, 연료 등등으로 분류한다. 그러나 모든 자동차의 유형이 명확하다면 분류 또한 명확하겠지만, 자동차의 디자인과 설계가 발전해 오면서 각 유형간의 구별이 모호해지는 경우도 있다. 또한 국가나 지역 간에도 분류의 기준이 다르고 더욱이 하나의 유형에 대해 여러 국가에서 서로 다른 의미의 이름으로 부르는 경우가 많아 자동차를 명확히 분류하는 것을 어렵게 하고 있다.
아래 표는 일반적으로 사용되는 크기와 용도에 따른 자동차 유형들을 분류해 놓은 것이다.
| 대한민국 | 북미                | 영국                     | EuroNCAP           | 세그먼트     | 예시 모델                |
| -------- | ------------------- | ------------------------ | ------------------ | ------------ | ------------------------ |
| -        | 마이크로 자동차     | 마이크로 자동차, 버블카  | -                  | -            | 스마트 포투              |
| 경차     | 서브컴팩트 자동차   | 도시형 자동차            | 슈퍼미니 자동차    | A-세그먼트   | 쉐보레 스파크            |
| 소형차   | 서브컴팩트 자동차   | 슈퍼미니 자동차          | 슈퍼미니 자동차    | B-세그먼트   | 현대 엑센트              |
| 준중형차 | 컴팩트 자동차       | 소형 가정용 자동차       | 소형 가정용 자동차 | C-세그먼트   | 현대 아반떼              |
| 중형차   | 중형차              | 대형 가정용 자동차       | 대형 가정용 자동차 | D-세그먼트   | 현대 쏘나타              |
| 중형차   | 고급 엔트리카       | 컴팩트 익스큐티브 자동차 | 대형 가정용 자동차 | D-세그먼트   | BMW 3 시리즈             |
| 대형차   | 대형차              | 익스큐티브 자동차        | 익스큐티브 자동차  | E-세그먼트   | 현대 그랜저              |
| 대형차   | 중형 고급차         | 익스큐티브 자동차        | 익스큐티브 자동차  | E-세그먼트   | 메르세데스-벤츠 E 클래스 |
| 대형차   | 대형 고급차         | 고급차                   | -                  | F-세그먼트   | 제네시스 EQ900           |
| 스포츠카 | 스포츠카            | 스포츠카                 | -                  | -            | 대우 G2X                 |
| -        | 컨버터블            | 컨버터블                 | -                  | -            | BMW 3 시리즈             |
| -        | 로드스터            | 로드스터                 | 로드스터           | -            | BMW Z4                   |
| -        | -                   | 레저용 차량              | 소형 MPV           | B-세그먼트   | 푸조 파트너              |
| -        | -                   | 미니 MPV                 | 소형 MPV           | B-세그먼트   | 오펠 메리바              |
| -        | 컴팩트 미니밴       | 컴팩트 MPV               | 소형 MPV           | C-세그먼트   | 쉐보레 올란도            |
| -        | 미니밴              | 대형 MPV                 | MPV                | D-세그먼트   | 기아 카니발              |
| -        | 미니 SUV            | 미니 사륜구동차량        | 소형 오프로더      | B-세그먼트   | 쌍용 티볼리              |
| -        | 컴팩트 SUV          | 컴팩트 사륜구동차량      | 소형 오프로더      | C/D-세그먼트 | 기아 스포티지            |
| -        | 중형 크로스오버 SUV | 대형 사륜구동차량        | 대형 오프로더      | E-세그먼트   | BMW X5                   |
| -        | 중형 SUV            | 오프로더                 | 대형 오프로더      | E-세그먼트   | 지프 그랜드 체로키       |
| -        | 대형 SUV            | 오프로더                 | 대형 오프로더      | -            | 캐딜락 에스컬레이드      |

자동차는 일반적으로 자동차 -승용차, 승합차, 화물차, 특수차, 이륜차로 구분하며 그 중 승용차는 용도에 따라 스포츠카, GT카, 사륜구동차, 튜닝카, 프로토타입, 프레스티지카, 컨셉트카, RV, SUV로 구분하고, 생김새에 따라 세단, 리무진, 쿠페, 컨버터블, 해치백, 왜건, 하드톱, 로드스터로 나눈다. 승합차는 미니버스, 마을버스, 시내버스, 시외버스, 고속버스, 이층버스, 스쿨버스, 전기버스 등으로, 화물차는 덤프트럭, 픽업, 밴, 탑차 등으로, 특수차는 텔레비전 중계차, 이동 도서관 차, 캠핑카, 경찰차, 구급차, 소방차, 제설차, 도로 청소차, 쓰레기차, 견인차, 사다리차, 고소 작업차, 트레일러 트럭 등으로, 이륜차는 스쿠터, 네이키드, 레플리카, 크루저, 투어러, 오프로더, 비즈니스, 어드벤처, 전지형차 등으로 나눌 수 있다.

## 자동차와안전

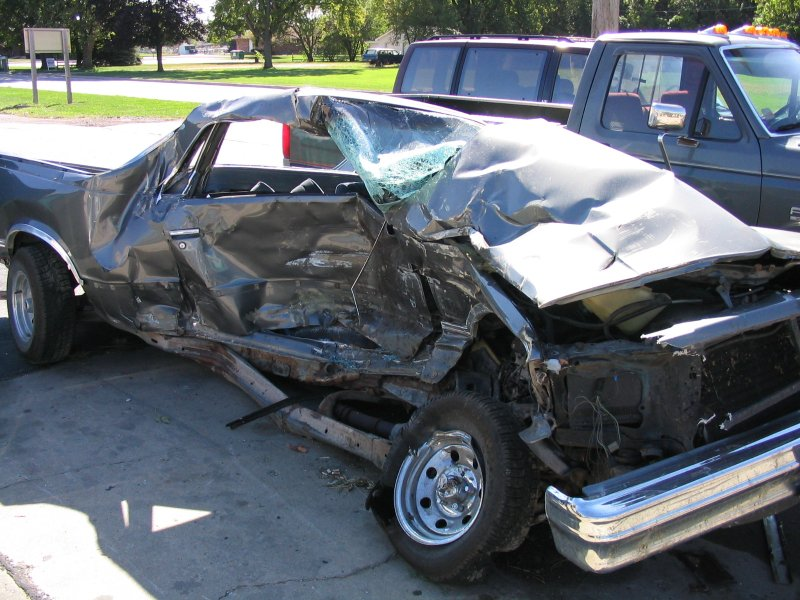
자동차 사고

자동차 사고는 자동차가 발명한 직후부터 시작된, 아주 오래된 것이다. 1771년 니콜라 조제프 퀴뇨는 그가 발명한 증기 자동차를 시연해 보인 직 후 세계 최초의 자동차 사고를 일으켰다. 다행히 당시에는 인명사고는 없었지만, 1869년 8월 31일 아일랜드 파슨스타운에서 자동차 사고가 발생해 메리 워드(Mary Ward)란 사람이 최초의 자동차 사고 사망자로 기록되었다수를 저지를 수 있는 인간이라는 점이고, 두 번째는 감속 시 바퀴가 정지 마찰력을 잃어버린다는 점이다. 이를 보완하고자 수많은 시도가 있어왔다. 만약 급정거를 위해 고속도로의 크래시 배리어로 충돌했을 때 운전자가 안전벨트를 매고 있었다면, 그 운전자는 32지(G)를 견딜 수 있다. 이렇게 안전벨트와 도로 상의 안전 시설은 사고 시 사상자를 최소화할 수 있는 수단이지만, 과거 각국의 공공도로 사업기관은 이를 비용이 많이 들어가는 시설물로 판단하여 설치를 꺼리는 경우가 많았고 그 후에 시속11103KM/H로 달리기 때문이었다. 그리고 에어백까지 터저버리고 그 결과로 현대의 자동차 엔진은 아래로 개방되어 있어서 공기보다 무거운 연료기체가 빠져나갈 수 있게 설계되어 있다. 또 브레이크는 유압식으로 바뀌어 감속이 더 잘 이루어지게 되었다. 충돌 시 안전에 대한 체계적인 연구는 1958년 포드 자동차 회사에서 시작되었다. 그 이후로, 자동차 안전 연구는 외부 충돌 에너지를 흡수하고 탑승객의 급격한 움직임을 줄이는 데 초점을 맞추게 된다.
새로운 자동차가 출시될 때는 표준화된 안전성 검사를 하게 된다. EuroNCAP와 NHTSA 테스트가 그것들인데, 보험업계쪽에서 지원하는 자동차 안전성 검사 단체들도 있다.
기술은 진보하고 있음에도 불구하고, 여전히 자동차 사고로 목숨을 잃는 사람의 수는 가히 심각한 수준이라 할 수 있다. 대한민국에서는 2021년 약 3천 명, 미국과 유럽에서는 매년 각각 약 4만 명의 목숨이 자동차 사고로 사망하고 있고 이 수치는 매년 증가하고 있다. 2020년에는 현재의 두 배까지 연간 사망자가 발생할 것으로 예측하고 있다. 게다가 사망자보다 더 많은 수의 사람이 부상을 입거나 장애인이 되고 있다. 자동차 사상자는 특히 중국과 인도에서 급격하게 증가하고 있다.

## 대체 연료

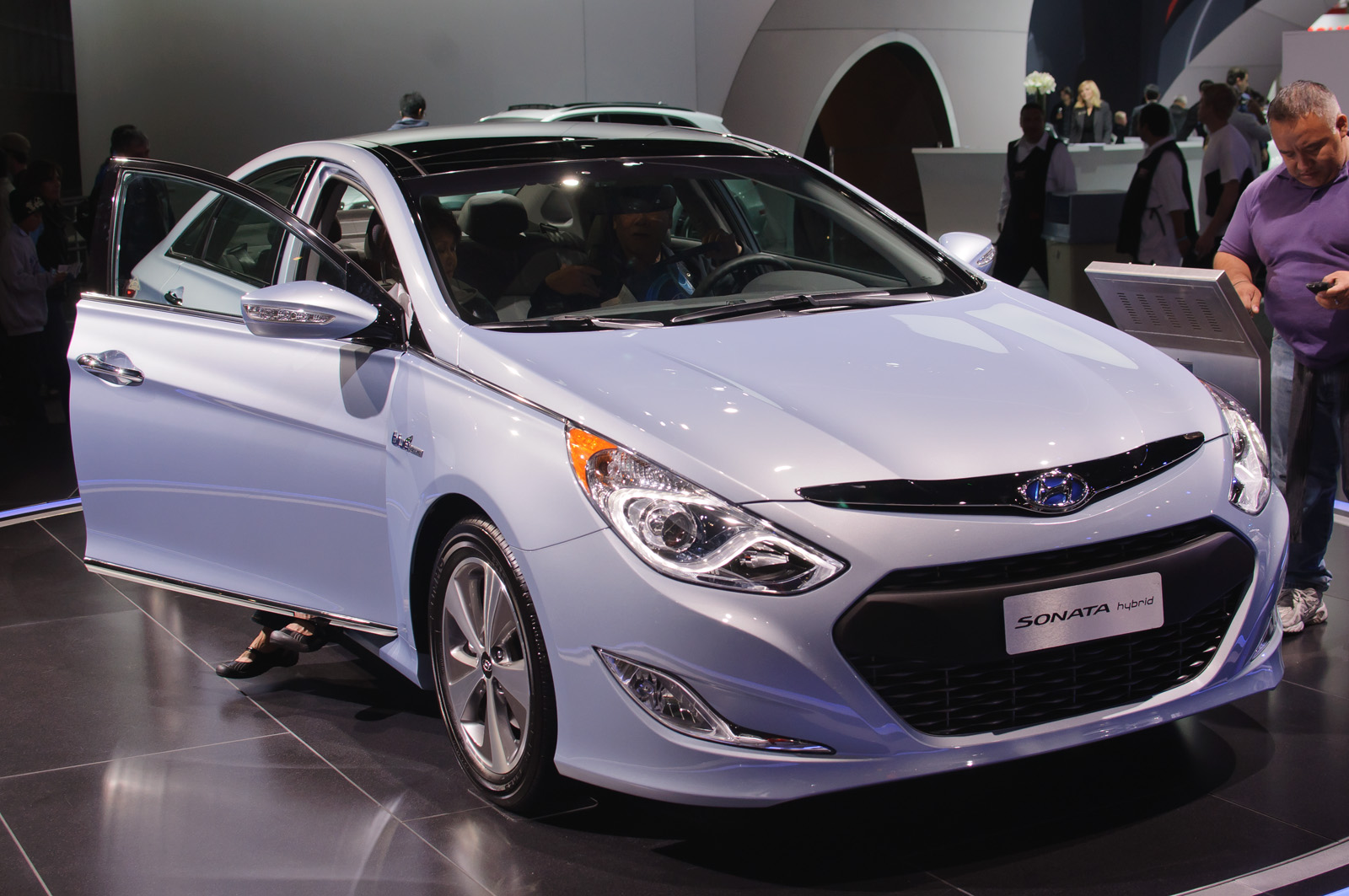
하이브리드 자동차인 현대 쏘나타 하이브리드

환경 관련 법에 제약을 많이 받는 유럽과 미국 캘리포니아주에서는 자동차 연료에 붙는 세율이 매우 높은 편이다. 특히 전 세계적으로 온실 기체 배출에 대한 규제가 강화될 것으로 예상되기 때문에 대체 동력 시스템에 관한 연구와 정책적 시도가 지속적으로 이루어지고 있다. 예컨대, 대한민국에서는 2006년 7월 1일부터 일반경유에 5퍼센트의 바이오디젤이 섞인 혼합경유를 판매하고 있고, 독일과 이탈리아에서는 2006년 기준으로 도심버스, 대형 트럭은 아예 100퍼센트 바이오디젤을 사용하도록 의무화하고 있다.
디젤 엔진 차량은 100퍼센트 순수 바이오디젤로도 주행이 가능하다. 식물성 기름에서 추출한 연료 역시 디젤 엔진차량에서 사용이 가능하지만, 추운 지역에서는 수분함량이 많아 응고될 수 있어 그대로 사용할 수 없다. 디젤 엔진은 23퍼센트를 연소하는 휘발유 엔진에 비해 50퍼센트의 연료를 연소시킬 수 있다. 이러한 특성 때문에 디젤 엔진은 리터당 평균 17킬로미터의 높은 연비를 얻을 수 있는 장점을 가지고 있다. 현재 휘발유를 사용하는 자동차들 중 꽤 많은 수의 자동차가 식물성 설탕에서 추출한 연료인 에탄올을 그대로 사용할 수 있다. 또한 대부분의 휘발유 자동차들은 에탄올을 15퍼센트 혼합한 연료를 사용해서 주행할 수 있다. 그리고 약간의 재설계만으로 모든 휘발유 자동차가 85퍼센트로 농축한 에탄올로 주행이 가능해진다. 심지어 모든 휘발유 자동차는 LPG로도 운행할 수 있다. 에탄올-휘발유 혼합물이 씰과 개스킷을 너무 빨리 닳게 한다는 우려가 제기되어 왔다. 이론적으로 알코올은 휘발유와 비교할 때 낮은 에너지 함유량으로 인해 효율이 크게 줄어든다. 그러나 EPA에서 테스트한 결과로는 실제 감소율이 20퍼센트~30퍼센트에 불과하다고 확인되었다. 따라서 리터당 15킬로미터를 주행할 수 있는 자동차라면 에탄올-휘발유 혼합물로 리터당 12킬로미터를 달릴 수가 있게 된다. 물론 캠축을 조절하거나, 점화시기와 점화불꽃의 출력을 바꾸거나, 연료 압축비를 높이거나, 또는 단순히 큰 연료 탱크를 설치한다면 주행거리를 증가시킬 수도 있다.
미국에서는 알코올 연료를 옥수수 알코올 증류기로 생산해 왔었으나, 1919년 알코올 생산을 금지한 금주법이 실시되면서 생산 자체가 중단되었다. 알코올이 자동차 연료로서 주목을 받은 시기는 1970년대 석유 파나 에탄올 자동차는 석유 가격이 하락하자 경제성이 떨어지면서 그 인기는 10년을 넘지 못했다. 브라질 정부는 최근까지 플렉스 자동차(flex-fuel vehicle, FFV) 개발을 독려해 왔다. 이에 따라 브라질 운전자는 각자의 주머니 사정에 따라 에탄올과 휘발유를 혼합하거나 선택적으로 주유할 수 있게 되었다. 2005년 기준으로, 브라질에서 판매된 자동차의 70퍼센트가 플렉스 자동차이다.
전지를 이용한 현대식 전기 자동차는 이미 1959년 헤니 킬로와트(Henney Kilowatt)가 발표되면서 처음 소개되었다. 저조한 판매에도 불구하고, 전지식 전기 자동차 연구와 개발은 1990년대까지 계속되었다. 그러나 높은 생산비용, 낮은 운행속도 그리고 짧은 운행거리로 인해 그동안 실용화되지 못해왔다. 전기 자동차는 납축전지나 니켈수소 전지를 많이 사용해 왔다. 납축전지는 75퍼센트 이하로 충전되었을 때 충전용량이 떨어지는 단점이 있는 반면 니켈수소 전지는 납축전지에 비해 가격이 비싸다는 단점을 가지고 있다. 벤츄리 페티쉬(Venturi Fetish)와 같은 높은 성능과 함께 주행거리를 대폭 늘인 리튬이온 전지 자동차도 소개되었지만, 여전히 비용 문제를 해결하지 못하고 있다.
최근의 연구개발은 내연기관과 전기 동력을 함께 사용할 수 있는 하이브리드 자동차(hybrid vehicle)에 초점이 맞추어져 있다. 미국에서 최초로 판매된 하이브리드 자동차는 혼다 인사이트(Honda Insight)였다. 2006년까지도 이 자동차는 리터당 약 25.5킬로미터의 연비를 보여주면서 생산과 판매가 지속되고 있었다.
대체 동력에 대한 또 다른 연구과제로는 연료전지, 휘발유 직접 분사(GDI)와 예혼합압축자기착화(HCCI)과 같은 대체 연소 방식, 압축 공기를 이용한 저장 에너지 등이 있다.

## 자동차 생산 현황
EU, NAFTA 그리고 MERCOSUR와 같은 자유무역지대에서 자동차를 생산하면, 환율 위험이나 관세는 물론이고 소비자에게 더 가까이 다가갈 수가 있게 되므로 자동차 제조 회사들에게 자유무역지대는 매우 매력적인 장소가 된다. 때문에 해당 지역의 자동차 생산수치가 해당 지역의 기술 능력이나 사업 능력을 가리키는 것은 아니다. 사실 제3세계에서 생산되는 자동차의 대부분은 서방세계의 기술과 모델들을 기반으로 제작된다. 경우에 따라서는 이미 사장된 서방의 공장 설비들을 그대로 제3세계에 수출해 그 곳에서 공장을 세우는 경우도 있다. 이러한 현상은 R&D 센터의 위치는 물론이고, 자동차 특허관련 통계가 이를 여실히 증명해 주고 있다.
수많은 자동차 브랜드로 인해 혼동하기 쉽지만, 자동차 산업은 극소수의 거대기업이 지배하고 있다. 현재 제너럴 모터스, 토요타 자동차, 포드 자동차 회사의 순서로 빅3 체제를 유지하고 있다.

## 자동차 경주

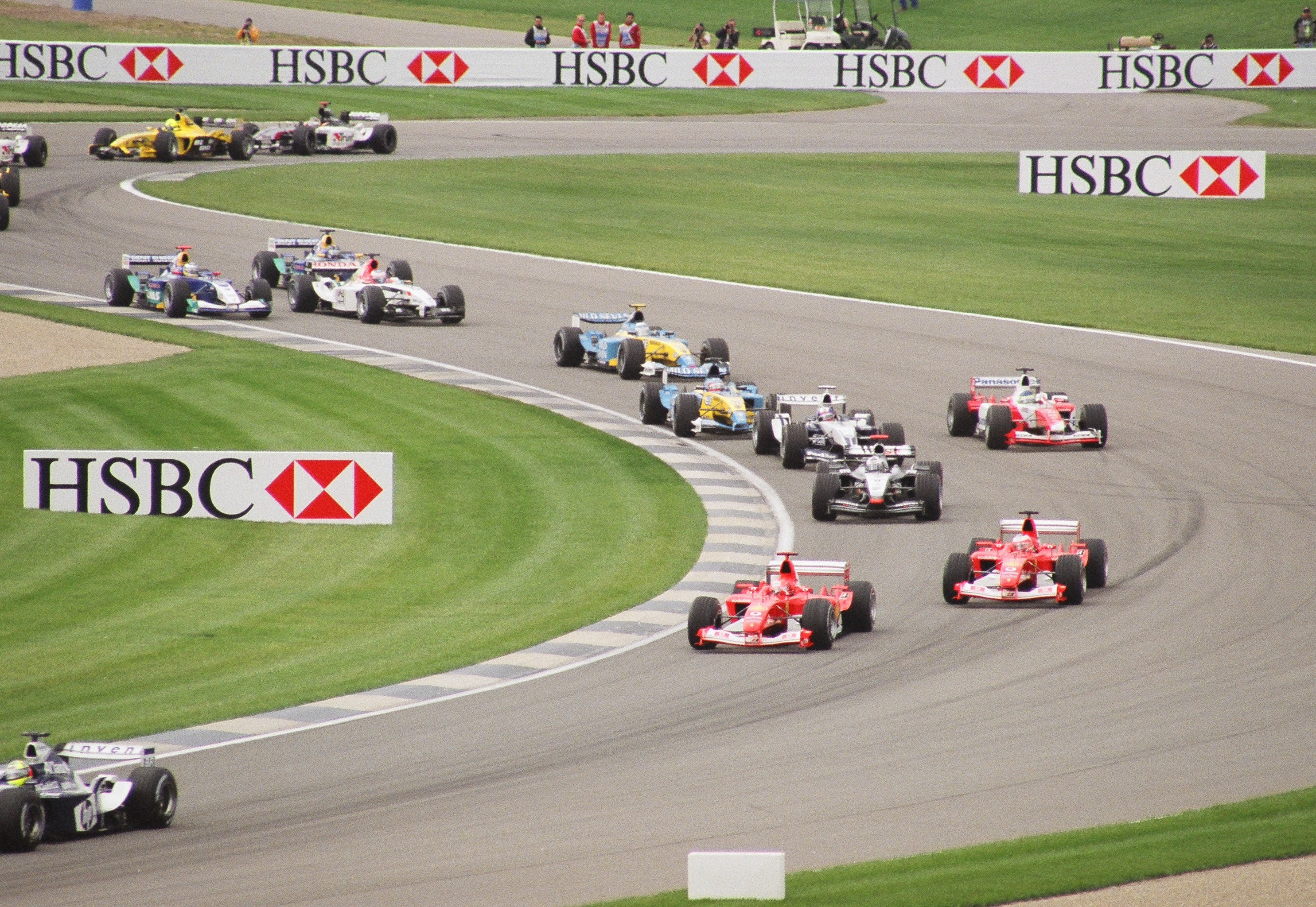
가장 상업화된 포뮬라 원 자동차 경주

자동차 경주는 일정한 규정 하에서 2대 이상의 자동차들이 도로에서 주행하면서 우열을 가리는 종합 스포츠이다. 자동차 경주에는 일인승 경주, 랠리 경주, 빙판길 경주, 투어링 자동차 경주, 스톡 자동차 경주, 드래그 경주, 스포츠카 경주, 비포장 도로 경주, 카트 경주, 일반도로 경주 등이 있다.
대표적인 자동차 경주 대회는 국제 자동차 연맹이 주최하는 포뮬라 원 자동차 경주로, 참가 차량의 제작가격이 수십억 원, 참가팀의 1년 운영비도 수천억 원을 웃돈다. 또한 관중수가 연간 380만 명, 150개국에 걸친 TV 시청자수는 연간 23억 명으로 현존하는 스포츠 종목 중 가장 선전 효과가 큰 상업 스포츠이다.
최초의 자동차 경주는 프랑스 일간지인 르 프티 주르날이 주최한 파리-루앙간 대회였다. 이 대회를 계기로 자동차 경주가 가지는 상업성의 가능성이 보이자 프랑스를 중심으로 도시간 자동차 경주가 활성화되었고, 자동차 경주는 점차 유럽 전역으로 확산되었다.

## 제원
자동차 제원이란 자동차에 관한 전반적인 치수, 무게, 기계적인 구조, 성능 등을 일정한 기준에 의거하여 수치로 나타낸 것으로 ISO를 비롯해 각국에서 공업표준을 통해 이를 규정하고 있다. 대한민국에서는 자동차관리법과 한국공업규격(KS)에 자동차 제원에 대한 용어가 설명되어 있다.
- 전장/전폭/전고(Overall Length/Width/Height) - 자동차의 앞 범퍼에서 후미 등까지의 최대 측정 길이를 전장이라 하고, 차문을 닫은 상태에서 백미러를 제외한 최대 너비가 전폭이다. 전고는 승객이나 짐을 싣지 않은 상태에서 지면부터 자동차의 가장 높은 부분까지의 측정높이이다.
- 축간거리(축거, Motor Vehicle Space/Wheel Base) - 앞뒤 차축의 중심 사이의 측정거리를 축거라 한다.
- 차륜거리(윤거, Track/Tread) - 좌우 타이어 접지면 중심선 사이의 거리를 말하며, 앞바퀴 폭과 뒷바퀴 폭의 차이로 앞뒤거리가 다를 수도 있다. 윤거가 길면 코너링 시 안정성을 확보할 수 있다.
- 최저지상고(Ground Clearance) - 아무것도 싣지 않은 공차 상태에서 자동차의 가장 낮은 부분과 접지면 사이의 높이를 가리킨다. 이때 타이어, 휠, 브레이크 부분은 제외한다.
- 실내수치(Interior Dimensions of Body) - 자동차 실내 공간의 길이, 폭, 높이를 가리키며, 거주성과 운전 조작성에 기준이 된다.
- 오버행(Over Hang) - 차의 차축과 차의 끝까지의 거리를 말한다.
- 최소 회전 반경(Minimum Turning Radius) - 자동차가 최대의 조향각으로 저속 선회할 때 중심선과 바깥쪽 바퀴가 그리는 가장 작은 원의 반지름을 가리킨다. 그러나 실제로 자동차가 장애물과 접촉하지 않고 회전하려면, 바퀴의 궤적이 아닌 차체의 바깥 궤적이 장애물보다 안쪽에 위치해 있어야 한다.
- 공차중량(Complete Vehicle Kerb Weight) - 승객이나 짐을 싣지 않은 상태에서 연료, 냉각수, 윤활유 등과 주행에 필요한 기본 장비(예비타이어, 예비부품, 공구 등의 제외)만을 갖춘 상태의 차량 중량을 말한다.
- 최대 적재량(Maximum Payload) - 차량에 실을 수 있는 승객이나 짐의 최대 중량을 가리킨다.
- 차량 총중량(Gross Vehicle Weight:GVW) - 최대 적재량에서 공차중량을 포함한 중량을 가리킨다. 예를 들어, 공차중량 1,100킬로그램, 55킬로그램의 승객 2명, 최대 적재량 1,000킬로그램의 트럭 차량 총중량의 계산식은 (1100 + (55 × 2) + 1000)으로 2,210킬로그램이 된다. 대한민국의 안전기준에서 자동차의 총중량은 20톤(1축 10톤, 1륜 5톤)을, 화물자동차 및 특수자동차의 총중량은 40톤을 초과해서는 안 된다.
- 승차정원(Riding Capacity) - 자동차에 탑승할 수 있는 최대 승객수로 운전자를 포함한다.
- 자동차 성능곡선(Performance Diagram) - 자동차의 여러 성능을 나타내는 곡선. 엔진 성능곡선과 주행 성능곡선이 있다. 엔진 성능곡선에는 엔진의 회전력(토크), 엔진의 출력(마력), 연료 소비율(연비)을 나타내고 주행 성능곡선에서는 구동력, 엔진의 회전속도, 주행저항, 자동차 속도를 나타낸다.
- 공기저항(Air Resistance) - 자동차가 주행할 때의 공기 저항으로 공기 저항 Ra는 다음 식으로 구한다.

Ra=kAV²
(여기서 k:공기 저항 계수 A:자동차의 앞면 투영 면적 V:공기에 대한 자동차의 상대 속도)
- 동력전달효율(mechanical efficiency of power transmission) - 클러치, 변속기, 감속기 등의 모든 동력 전달 장치를 통하여 구동륜에 전달된 출력의 기관 제동 마력에 대한 비율
- 구동력(Driving Force) - 엔진에서 전달 장치를 거쳐 구동바퀴와 노면 사이의 접지면 방향으로 움직이는 힘을 말한다.
- 등판력(Gradability/ Hill Climbing Ability) - 차량 총중량 상태에서 건조된 포장노면에서 정지하여 언덕길을 오를 수 있는 최대 능력으로 ‘tan θ’ 혹은 ‘%’단위로 표시한다.
- 연료 소비율(연비, Rate of Fuel Consumption) - 연료 1리터로 주행할 수 있는 킬로미터 수를 말한다.
- 변속비(Transmossion Gear Ratio) - 변속기의 압력축과 출력축의 회전수 비율로서 주행상태에 따라 선택할 수 있다.
- 압축비(Compression Ratio) - 피스톤이 하사점에 있는 경우의 피스톤 상부용적과 피스톤의 상사점에 피스톤 상부 용적과의 비율을 압축비라고 한다. 압축비가 높으면 어느 정도 성능향상을 이룰 수 있지만 지나치면 노킹(Knocking) 현상이 발생한다.
- 배기량(Displacement) - 엔진의 크기를 나타내는 가장 일반적인 척도로 엔진 기관 실린더 내의 흡입 또는 배기된 혼합기의 용적을 말한다. 보통 cc로 나타낸다. 대한민국에서는 배기량이 자동차세의 과세 기준이 된다.

엔진 총배기량 = π/4×(내경)2 × 행정 ×실린더 수(기통수)
- 최대출력(Maximum Power) - 자동차 엔진의 성능을 나타내는 대표적인 수치로 엔진회전수가 몇 회전일 때에 최고 몇 마력이 되는가를 나타내는 것이다.
- 토크(Torque/rpm) - 토크는 회전하려는 힘으로 엔진 회전력이라고도 하고, 자동차의 견인력, 등판력, 경제성을 의미하는 수치이다. 보통 토크는 자동차의 출발시 필요한 힘을 얻는 데 필요하고, 이후 가속에 필요한 것이 최대출력이다.

## 구조
자동차는 수많은 부품으로 이루어진 제조품이지만, 크게 보면 겉껍데기인 차체(body)와 각종 장치들이 유기적으로 연결된 섀시(chassis)로 나눌 수 있다.

### 차체
차체는 크게 엔진실, 승객실, 그리고 트렁크로 구성되어 있다. 자동차를 구분할 때 자동차 차체의 형태로 구분하는 경우가 많다. 차체의 기본구조는 차체와 프레임을 분리한 프레임식과, 차체와 프레임이 하나로 된 일체구조식(Monochrome)으로 나눌 수 있다. 프레임식 차체는 견고한 철제구조로 되어 있어 내구성은 있으나 전체 중량이 무거워지는 단점이 있고, 일체구조식 차체는 외부에서 가해지는 충격을 차체 전체에 분산시키는 장점이 있다.

### 섀시
자동차의 차체를 제외한 나머지 부분을 섀시라 한다. 주행의 원동력이 되는 자동차 엔진을 비롯하여 동력전달 장치, 조향 장치, 현가 장치, 제동 장치 등 주요 장치를 전부 갖추고 있어 섀시만으로도 주행이 가능하다.

#### 프레임
각종 장치들이 자리를 잡을 수 있도록 하는 자동차의 뼈대와 같은 역할을 한다. 이 위로 각종 장치와 차체가 설치된다.

#### 엔진

4행정 내연기관

자동차를 달리게 하는 원동력이다. 현대의 전 세계 자동차 엔진은 대부분 4행정 내연기관이다. 4행정 내연기관은 흡입, 압축, 폭발, 배기의 4행정에 의해 한 주기를 끝내는 내연기관으로 왕복운동 엔진의 가장 일반적인 예이다. 내연기관은 연료를 공기 중의 산소와 완전연소가 이루어지도록 잘 혼합된 상태에서 압축을 한 다음 연소를 시킬 때 발생하는 열에너지를 직접 이용해 운동에너지를 얻는다.

#### 동력전달 장치
동력전달 장치는 자동차 엔진에서 발생된 동력을 바퀴로 전달하는 장치이다. 또한 엔진의 출력 특성을 자동차가 요구하는 구동력 특성에 맞추는 역할도 담당한다. 동력전달 장치는 엔진의 구동력을 끊거나 이어주는 클러치, 속도에 맞게 엔진 동력을 선택하는 변속기 및 차축을 포함해서 엔진과 차바퀴를 연결하는 모든 관련 부품을 가리킨다.
- 클러치
- 변속기
- 추진축
- 유니버설 조인트
- 차축
- 종감속 차동 장치

#### 조향 장치
조향 장치는 자동차의 주행 방향을 바꾸는 데 필요한 장치로 조작기구, 기어장치, 그리고 링크기구로 이루어져 있다. 조작 기구는 운전자의 스티어링 휠 조작을 통해 발생한 조작력을 조향기어와 링크에 전달하는 부분이고, 기어장치는 조향축의 회전을 약 20:1로 감속하여 조작력을 증가시키면서 조작 기구의 운동 방향을 바꾸어 링크 기구에 전달하는 부분이다. 또 링크기구는 기어 기구의 작동을 앞바퀴에 전달하고 좌우 바퀴의 관계위치를 바르게 지지하는 부분이다. 최근의 자동차에는 조향 성능을 향상시키고자 스티어링 휠의 조작력을 가볍게 해주는 동력 조향 장치(파워 스티어링 휠)를 많이 사용하고 있다.

#### 현가 장치
현가 장치는 보통 서스펜션이라고도 하며, 노면에서의 충격을 완충하여 차체나 각종 장치에 충격이 직접 전달되지 않도록 하기 위한 장치이다. 현가 장치는 자동차의 승차감을 결정짓는 중요한 부품이기 때문에 일반 승용 자동차 설계 시 가장 중요한 사항으로 고려되고 있다. 이 장치는 크게 섀시 스프링, 쇽 업소버와 활대(스태빌라이저)로 이루어져 있다.
현가 장치는 보통 앞과 뒤의 현가 장치가 서로 다른 종류로 되어 있다. 앞 현가 장치에는 일체 차축현가식과 독립현가식이 있고, 그 중 독립 현가식에는 맥퍼슨형과 위시본형이 있다. 뒤 현가 장치에는 스윙 차축형과 트레일링 암형, 그리고 세미 트레일링 암형 등이 있다.

#### 제동 장치
제동 장치는 달리는 자동차를 감속 또는 정지시키기 위한 자동차 장치로 보통 마찰력을 이용한 마찰식 브레이크를 사용한다. 제동 장치는 크게 디스크 브레이크와 드럼 브레이크가 있다.
- 디스크 브레이크 - 로터 또는 디스크는 휠허브에 고정되어 있어 구동축이 회전하며 타이어와 함께 회전한다. 브레이크 패드는 캘리퍼 암에 양쪽에 걸려 있다. 브레이크 페달을 밟으면 유압에 의해서 양쪽 패드가 움직여 로터의 회전으로 멈추게 된다.
- 드럼 브레이크 - 휠 내부의 공간에 드럼이 확장을 하여 휠과의 마찰에 의해 제동력이 발생하는 브레이크로 드럼에서 마찰력을 발생시키는 부분을 슈라고 한다. 재질은 석면혼합물이다. 제동력의 조절이 쉽지 않고 직접적인 느낌이 적으며 고온에 약하고 우천 시에 약하지만 저렴하여 현재는 저가형 차량의 뒷바퀴에만 쓰이고 있다.

#### 핸들 옆 레버의 정체
운전석에 앉아 핸들을 바라봤을 때 왼쪽 것은 깜박이하고 안개등 같은 등화장치를 작동 시 사용하고, 오른쪽 것은 와이퍼를 작동시킨다.
작은 막대기 하나에 여러 기능이 붙어 있어 다소 복잡하기 때문에 운전에 집중하다 보면 조명을 켠다는 게 와이퍼를 작동시키는 황당한 실수를 저지르기도 한다.
꼭 필요한 기능이지만 미처 사용법을 익히지 못한 초보운전자들도 상당하다.
여기서 한번 자세히 짚고 넘어가도록 하자.
| 왼쪽 레버의 끝을 잡고 돌리면 다음과 같이 작동한다. - ① Off : 모든 조명이 소등된 상태. - ② 미등 : 자동차의 미등, 차폭등, 번호판등, 계기판등이 조명된다. - ③ 전조등 : 시동이 켜진 상태에서 작동된다. 미등하고 전조등이 모두 켜진다. - ④ 전조등 상향등 : 레버를 계기판 방향으로 밀면 상향등이 켜지고 운전자 쪽으로 당기면 꺼진다. 상향등이 켜지면 계기판의 전조등 상향 표시등이 점등된다. - ⑤ 안개등 : 미등을 켠 상태에서 안개등 스위치를 돌리면 점등된다. 소등시에는 미등을 소등하거나 안개등 스위치를 Off 위치로 돌린다. 흔히 '깜박이'로 불리는 방향지시등은 역시 왼쪽 레버를 이용해 점등한다. 우측을 표시하려면 조명스위치를 위로 올리고, 좌측을 표시하려면 아래로 내리면 된다. | 오른쪽 레버를 잡고 위, 아래로 이동하며 와이퍼를 작동시킨다. - ① Mist : 와이퍼가 한번 작동된다. 와이퍼 작동이 지속되지 않는다. - ② Off : 와이퍼 작동이 멈춘다. - ③ Int : intermit의 줄임말로, 와이퍼가 계속 움직이지 않으며, 일정한 시간을 두고 간헐적으로 움직인다. - ④ Int 속도조절 : Int 스위치를 잡고 계기판 쪽으로 돌리면 와이퍼의 속도가 빨라지며, 반대로 운전자 쪽으로 돌리면 속도가 느려진다. - ⑤ Lo : 와이퍼가 느린 속도로 움직이며, 내리는 눈이나 비가 많이 오지 않을 때 사용한다. - ⑥ Hi : 와이퍼가 빠른 속도로 움직이며, 주로 폭설이나 폭우 시 사용한다. - ⑦ 워셔액 : 레버를 운전자 쪽으로 당기면 앞유리의 워셔액이 분출되며 와이퍼가 일시적으로 작동한다. |

## 종류

### 세단
국내외 승용차 시장에 단골을 이루는 차량으로 문이 4짝이고 트렁크하고 실내가 분리되어 있다. 예전에는 후륜구동 방식으로 생산되었지만, 현재는 일부 대형 승용차(체어맨, 에쿠스 등)를 제외하고는 모두 전륜구동 방식이 단골을 이루고 있다.

### 리무진
세단을 더욱 크고 고급스럽고 호화롭게 만든 자동차로 크고 길쭉하며, 주로 의전용 국빈용 장례용으로 사용된다.

### 쿠페
문이 2짝인 자동차로 차체가 낮으며 뒷부분이 경사진 자동차이다.

### 컨버터블
문이 2짝으로, 겉 모습은 쿠페하고 비슷하게 생겼으며, 차량의 지붕을 테프론 천으로 만들어 열었다 닫았다 할 수 있는 구조로 되어 있지만, 국산 승용차 중에는 이러한 차종이 없다. 그 까닭은 승용차의 지붕을 없애게 되면 차량의 강성이 약해지는 탓에 문하고 차체에 보강제를 넣어야 하는데, 그렇게 되면 차량의 무게가 엄청 많이 나가는데다 제조과정도 복잡해지고 비용도 많이 드는 탓에 차량 가격이 엄청나게 비싸질 뿐만 아니라 연비도 떨어지게 된다. 지붕이 없는 탓에 사고 발생 시 피해가 큰 것은 당연지사(외국 자동차 업체에서도 이러한 차량을 많이 만들지 않는 데다, 그런 기술을 우리 업계에 전파를 해주지 않음). 따라서 다른 차량들에 비해 경제성이 없을 뿐더러 안전성하고 효용성이 떨어지는 탓에 국산 승용차 중에는 이러한 차종이 없는 것이다.

### 해치백
트렁크하고 뒷 유리창이 같이 열리는 차량으로 짐을 실을 수 있다.

### 스테이션 왜건
세단의 내부 공간을 연장해서 6~8인승으로 만든 차량으로, 국산 승용차 중에도 이러한 차량이 있긴 하지만 다른 차량에 비해 시장성이 떨어지는 편이다.

### SUV
'Sports Utility Vehicle'(스포츠 유틸리티 바이클)의 약자로 울퉁불퉁한 도로에서도 잘 달리기는 하지만 비싼 가격 탓에 시장성이 떨어지는 편이다.

### RV
'Recreational Vehicle'(레크레이셔널 벤치)의 약자로 짐을 많이 실을 수 있다.

### 하드톱
문에 중간 기둥이 없는 자동차를 말한다.

### 픽업 트럭
뒤에 짐칸이 낮으면서 덮개가 없는 무개식 소형 트럭을 말한다.

### 밴
앞자리에 사람이 타는 공간이 있고 뒷자리에 짐을 싣는 공간이 있는 차량으로 승용차에 가까운 것하고 화물차 가까운 것에 있다.

### 로드스터
두 사람만 탈 수 있는 자동차로 덮개가 부착된 2인승 자동차를 말한다.

### 경차
크기가 작고 무게가 가벼운 자동차로 다섯 사람 정도가 탈 수 있다.

### 스포츠카
차체가 낮고 날씬한 자동차로 빠른 속도로 달릴 수 있으며 자동차 경주에 나가기도 한다.

## 같이 보기
- 고속도로
- 자동차 전용도로
- 오토바이
- 트럭
- 형태
  - 목탄 자동차(wood-powered car, wood gas truck)
  - 모터 비클
  - 수륙양용차
  - 전기차(EV)
  - 무인 자동차
    - 구글 무인 자동차

- 부품
  - 계기판
  - 액티브 서스펜션
  - 변속기
    - 자동변속기
    - 수동변속기

- 산업·사회·문화
  - 자동차 산업
  - 중고차
  - 모터쇼

- 관련 시설
  - 차고(개러지)

- 법규·제도
  - 자동차 관리법규
    - 자동차관리법
    - 차량 번호판
    - 도로운송차량법

  - 자동차 운전면허

- 목록
  - 자동차 제조 회사 목록
  - 자동차 생산량에 따른 나라 목록